# Cratere Enkimdu
Enkimdu è un cratere sulla superficie di Cerere.